# Danne-et-Quatre-Vents
Ne doit pas être confondu avec Dannes ou Dahn.
Pour les articles homonymes, voir Quatre vents.
Danne-et-Quatre-Vents est une commune française située dans le département de la Moselle, en région Grand Est.
Cette commune se trouve dans la région historique de Lorraine et fait partie du pays de Sarrebourg.

## Géographie
Le territoire communal est délimité du nord-est au sud-est par la frontière départementale qui sépare la Moselle du Bas-Rhin. Au sud, la rivière de la Zorn fait office de frontière naturelle entre les territoires communaux de Danne et Hultehouse.
C'est le seul endroit où l'altitude du Plateau lorrain est égale à celle du massif vosgien, de ce fait, ce lieu, qui était autrefois appelé « le Saut de Lorraine » est, depuis des millénaires, le passage privilégié entre le Plateau lorrain et la plaine d'Alsace. Ainsi la voie romaine, devenue route nationale est désormais doublée par l'autoroute A4. Juste au sud passe la voie ferrée au fond d'une vallée et au nord passe la LGV Est Européenne par le tunnel de Saverne, reliant Danne-et-Quatre-Vents à Saint-Jean-Saverne.

### Communes limitrophes
| Phalsbourg  |                       | Saint-Jean-Saverne |
|             | Danne-et-Quatre-Vents |                    |
| Lutzelbourg |                       | Ottersthal         |

### Écarts et Lieux-dits
- Bonne-Fontaine
- Danne
- Holdereck (lieu-dit disparu)

### Hydrographie
La commune est située dans le bassin versant du Rhin au sein du bassin Rhin-Meuse. Elle est drainée par le canal de la Marne au Rhin, la Zorn, le ruisseau de Brunnenthal, le ruisseau le Haspel et le ruisseau le Stutzbach.
Le canal de la Marne au Rhin, d'une longueur totale de 314 km, et 178 écluses à l'origine, relie la Marne (à Vitry-le-François) au Rhin (à Strasbourg). Par le canal latéral de la Marne, il est connecté au réseau navigable de la Seine vers l'Île-de-France et la Normandie.
La Zorn, d'une longueur totale de 96,7 km, prend sa source dans la commune de Walscheid et se jette  dans le canal de la Marne au Rhin à Rohrwiller, après avoir traversé 34 communes.

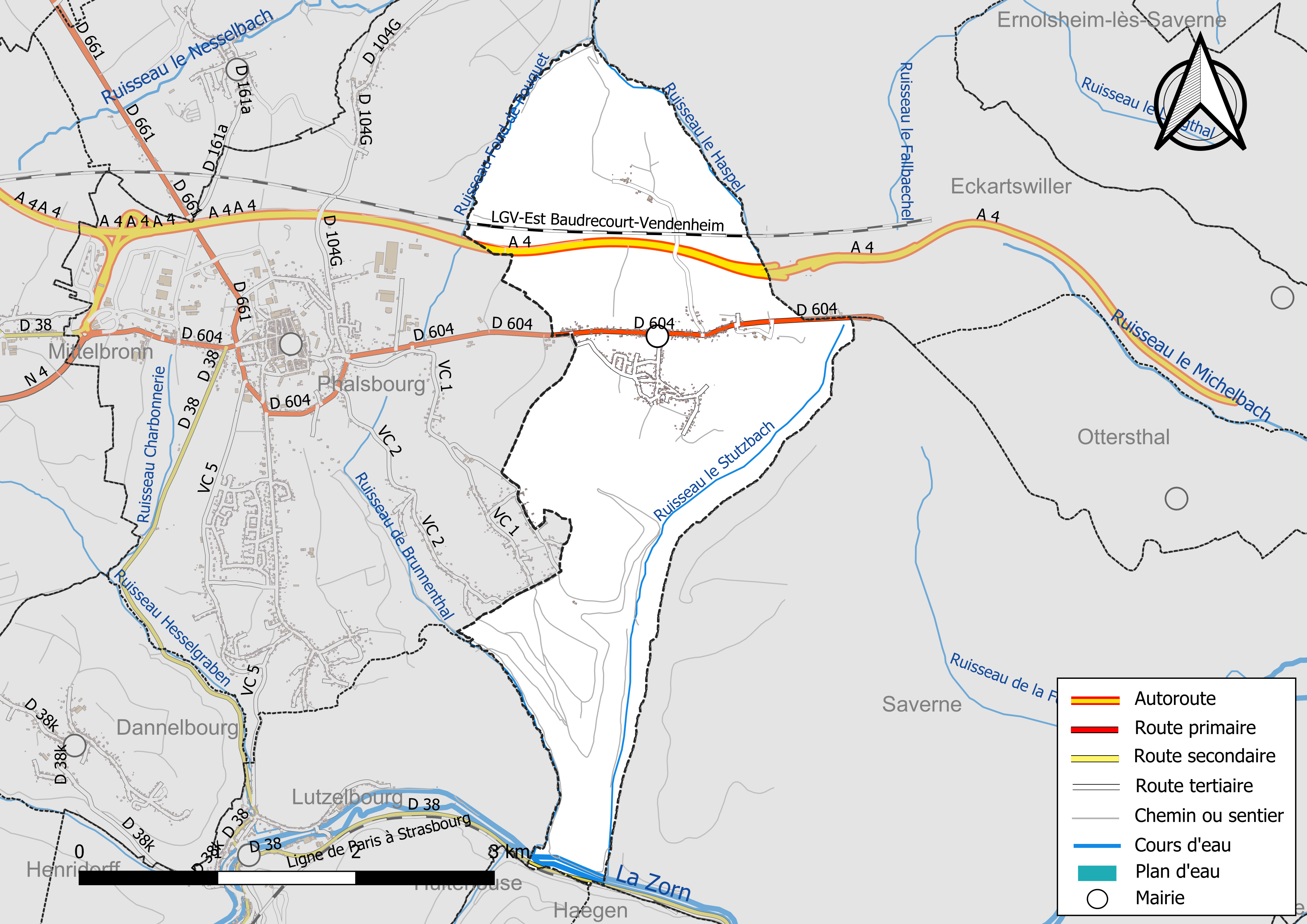
Réseaux hydrographique et routier de Danne-et-Quatre-Vents.

La qualité des eaux des principaux cours d’eau de la commune, notamment du canal de la Marne au Rhin et de la Zorn, peut être consultée sur un site spécial géré par les agences de l’eau et l’Agence française pour la biodiversité.

### Climat
Pour des articles plus généraux, voir Climat du Grand Est et Climat de la Moselle.
En 2010, le climat de la commune est de type climat des marges montargnardes, selon une étude du Centre national de la recherche scientifique s'appuyant sur une série de données couvrant la période 1971-2000. En 2020, Météo-France publie une typologie des climats de la France métropolitaine dans laquelle la commune est exposée à un climat semi-continental et est dans la région climatique  Vosges, caractérisée par une pluviométrie très élevée (1 500 à 2 000 mm/an) en toutes saisons et un hiver rude (moins de 1 °C). 
Pour la période 1971-2000, la température annuelle moyenne est de 9,5 °C, avec une amplitude thermique annuelle de 17,4 °C. Le cumul annuel moyen de précipitations est de 973 mm, avec 12,1 jours de précipitations en janvier et 10,6 jours en juillet. Pour la période 1991-2020, la température moyenne annuelle observée sur la station météorologique installée sur la commune est de 10,4 °C et le cumul annuel moyen de précipitations est de 864,9 mm. 
La température maximale relevée sur cette station est de 38,1 °C, atteinte le 12 août 2003 ; la température minimale est de −22 °C, atteinte le 10 février 1956,,. 
| Mois                                  | jan.             | fév.           | mars           | avril         | mai             | juin          | jui.           | août           | sep.            | oct.          | nov.             | déc.            | année     |
| ------------------------------------- | ---------------- | -------------- | -------------- | ------------- | --------------- | ------------- | -------------- | -------------- | --------------- | ------------- | ---------------- | --------------- | --------- |
| Température minimale moyenne (°C)     | −0,7             | −0,3           | 2,5            | 5,5           | 9,2             | 12,5          | 14,5           | 14,4           | 10,8            | 7,2           | 3,1              | 0,2             | 6,6       |
| Température moyenne (°C)              | 1,6              | 2,6            | 6,2            | 10,2          | 14              | 17,4          | 19,4           | 19,3           | 15,2            | 10,6          | 5,5              | 2,5             | 10,4      |
| Température maximale moyenne (°C)     | 4                | 5,5            | 10             | 14,8          | 18,7            | 22,4          | 24,3           | 24,1           | 19,6            | 13,9          | 7,9              | 4,7             | 14,2      |
| Record de froid (°C) date du record   | −18,6 12.01.1987 | −22 10.02.1956 | −13,7 01.03.05 | −5,5 08.04.03 | −1,8 06.05.1957 | 3 02.06.1989  | 4,9 04.07.1962 | 4,7 13.08.1949 | 0,4 27.09.1972  | −6 29.10.12   | −10,3 22.11.1988 | −16,9 20.12.09  | −22 1956  |
| Record de chaleur (°C) date du record | 17,1 01.01.23    | 19,6 24.02.21  | 24,3 31.03.21  | 28,8 28.04.12 | 31,8 27.05.05   | 34,7 18.06.02 | 37 24.07.19    | 38,1 12.08.03  | 32,3 06.09.1949 | 27,8 13.10.23 | 21,5 02.11.20    | 18,7 16.12.1989 | 38,1 2003 |
| Précipitations (mm)                   | 68,2             | 64,3           | 66,8           | 53,9          | 81,2            | 68,9          | 71,6           | 72,7           | 72,2            | 83,1          | 75,3             | 86,7            | 864,9     |

| Diagramme climatique                                  |             |           |             |             |              |              |              |              |             |            |            |
| J                                                     | F           | M         | A           | M           | J            | J            | A            | S            | O           | N          | D          |
| 4−0,768,2                                             | 5,5−0,364,3 | 102,566,8 | 14,85,553,9 | 18,79,281,2 | 22,412,568,9 | 24,314,571,6 | 24,114,472,7 | 19,610,872,2 | 13,97,283,1 | 7,93,175,3 | 4,70,286,7 |
| Moyennes : • Temp. maxi et mini °C • Précipitation mm |             |           |             |             |              |              |              |              |             |            |            |

Les paramètres climatiques de la commune ont été estimés pour le milieu du siècle (2041-2070) selon différents scénarios d'émission de gaz à effet de serre à partir des nouvelles projections climatiques de référence DRIAS-2020. Ils sont consultables sur un site spécial publié par Météo-France en novembre 2022.

## Urbanisme

### Typologie
Au 1er janvier 2024, Danne-et-Quatre-Vents est catégorisée commune rurale à habitat dispersé, selon la nouvelle grille communale de densité à sept niveaux définie par l'Insee en 2022.
Elle est située hors unité urbaine et hors attraction des villes,.

### Occupation des sols
L'occupation des sols de la commune, telle qu'elle ressort de la base de données européenne d’occupation biophysique des sols Corine Land Cover (CLC), est marquée par l'importance des forêts et milieux semi-naturels (60,5 % en 2018), en diminution par rapport à 1990 (62,7 %). La répartition détaillée en 2018 est la suivante : 
forêts (60,5 %), prairies (23 %), zones urbanisées (8,6 %), zones agricoles hétérogènes (4,3 %), zones industrielles ou commerciales et réseaux de communication (2,7 %), terres arables (0,9 %). L'évolution de l’occupation des sols de la commune et de ses infrastructures peut être observée sur les différentes représentations cartographiques du territoire : la carte de Cassini (XVIIIe siècle), la carte d'état-major (1820-1866) et les cartes ou photos aériennes de l'IGN pour la période actuelle (1950 à aujourd'hui).

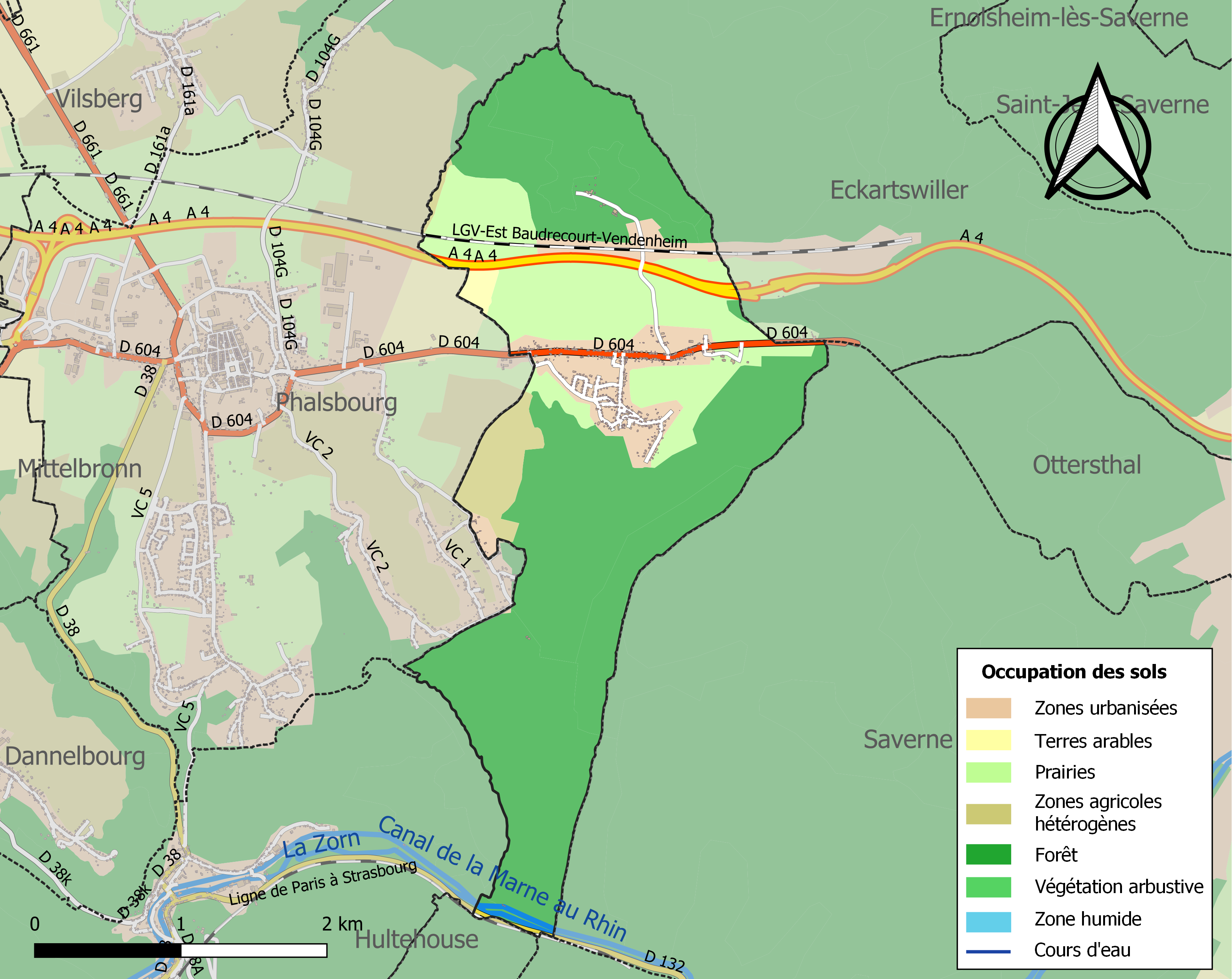
Carte des infrastructures et de l'occupation des sols de la commune en 2018 (CLC).

## Toponymie
Dhann (1128), Dhen (1576), Dhanne (1606), Dann (1756), Danne (1793), Dann und Vierwinden (1871-1918).
En francique lorrain : Gotterwong.

### Sobriquet
Schleifhewle (les débardeurs de bois).

## Histoire
Cette commune est issue de la réunion du village de Danne et du hameau des Quatre-Vents. Ses premiers seigneurs étaient les comtes de Lutzelbourg, qui la vendirent en 1611 à la maison de Lorraine. Quelques décennies plus tard, en 1661, le duché de Lorraine du céder Danne-et-Quatre-Vents  au royaume de France, dans le cadre du traité de Vincennes.
La commune est intégrée à l'Alsace-Lorraine à la suite de la défaite française dans la guerre franco-prussienne de 1870, puis revenue à la France à la suite de la Première Guerre mondiale en 1918.

## Politique et administration

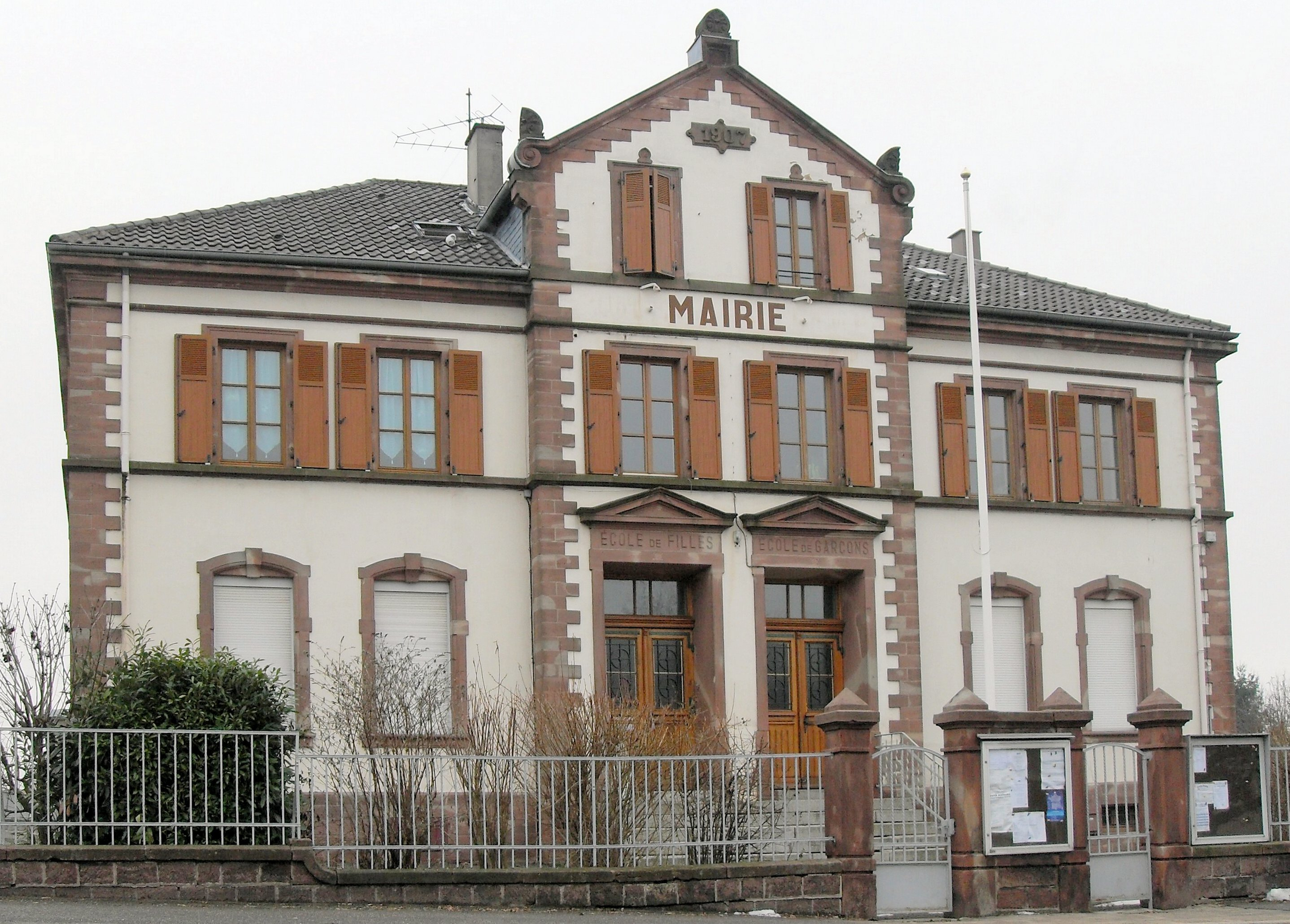
La Mairie.

| Période                                  | Période   | Identité         | Étiquette | Qualité |
| ---------------------------------------- | --------- | ---------------- | --------- | ------- |
| Les données manquantes sont à compléter. |           |                  |           |         |
| mars 1983                                | mars 1995 | Eugène Braun     |           |         |
| mars 1995                                | mars 2008 | Paul Knopf       |           |         |
| mars 2008                                | En cours  | Roland Geschwind |           |         |

## Démographie
L'évolution du nombre d'habitants est connue à travers les recensements de la population effectués dans la commune depuis 1793. Pour les communes de moins de 10 000 habitants, une enquête de recensement portant sur toute la population est réalisée tous les cinq ans, les populations de référence des années intermédiaires étant quant à elles estimées par interpolation ou extrapolation. Pour la commune, le premier recensement exhaustif entrant dans le cadre du nouveau dispositif a été réalisé en 2005.

En 2022, la commune comptait 671 habitants, en évolution de −1,47 % par rapport à 2016 (Moselle : +0,52 %, France hors Mayotte : +2,11 %).
| 1793 | 1800 | 1806 | 1821 | 1831 | 1836 | 1841 | 1846 | 1851 |
| ---- | ---- | ---- | ---- | ---- | ---- | ---- | ---- | ---- |
| 646  | 635  | 661  | 823  | 911  | 917  | 880  | 917  | 887  |

| 1856 | 1861 | 1871 | 1875 | 1880 | 1885 | 1890 | 1895 | 1900 |
| ---- | ---- | ---- | ---- | ---- | ---- | ---- | ---- | ---- |
| 691  | 696  | 702  | 681  | 677  | 623  | 665  | 344  | 626  |

| 1905 | 1910 | 1921 | 1926 | 1931 | 1936 | 1946 | 1954 | 1962 |
| ---- | ---- | ---- | ---- | ---- | ---- | ---- | ---- | ---- |
| 611  | 591  | 540  | 514  | 502  | 543  | 546  | 519  | 521  |

| 1968 | 1975 | 1982 | 1990 | 1999 | 2005 | 2006 | 2010 | 2015 |
| ---- | ---- | ---- | ---- | ---- | ---- | ---- | ---- | ---- |
| 529  | 552  | 549  | 511  | 522  | 623  | 628  | 598  | 674  |

| 2020 | 2022 | - | - | - | - | - | - | - |
| ---- | ---- | - | - | - | - | - | - | - |
| 676  | 671  | - | - | - | - | - | - | - |

## Culture locale et patrimoine

### Lieux et monuments

#### Édifices civils
- Passage d'une voie romaine.
- Vestiges d'une maison forte 1347.

#### Édifice religieux
- Église Saint-Étienne XIXe siècle.

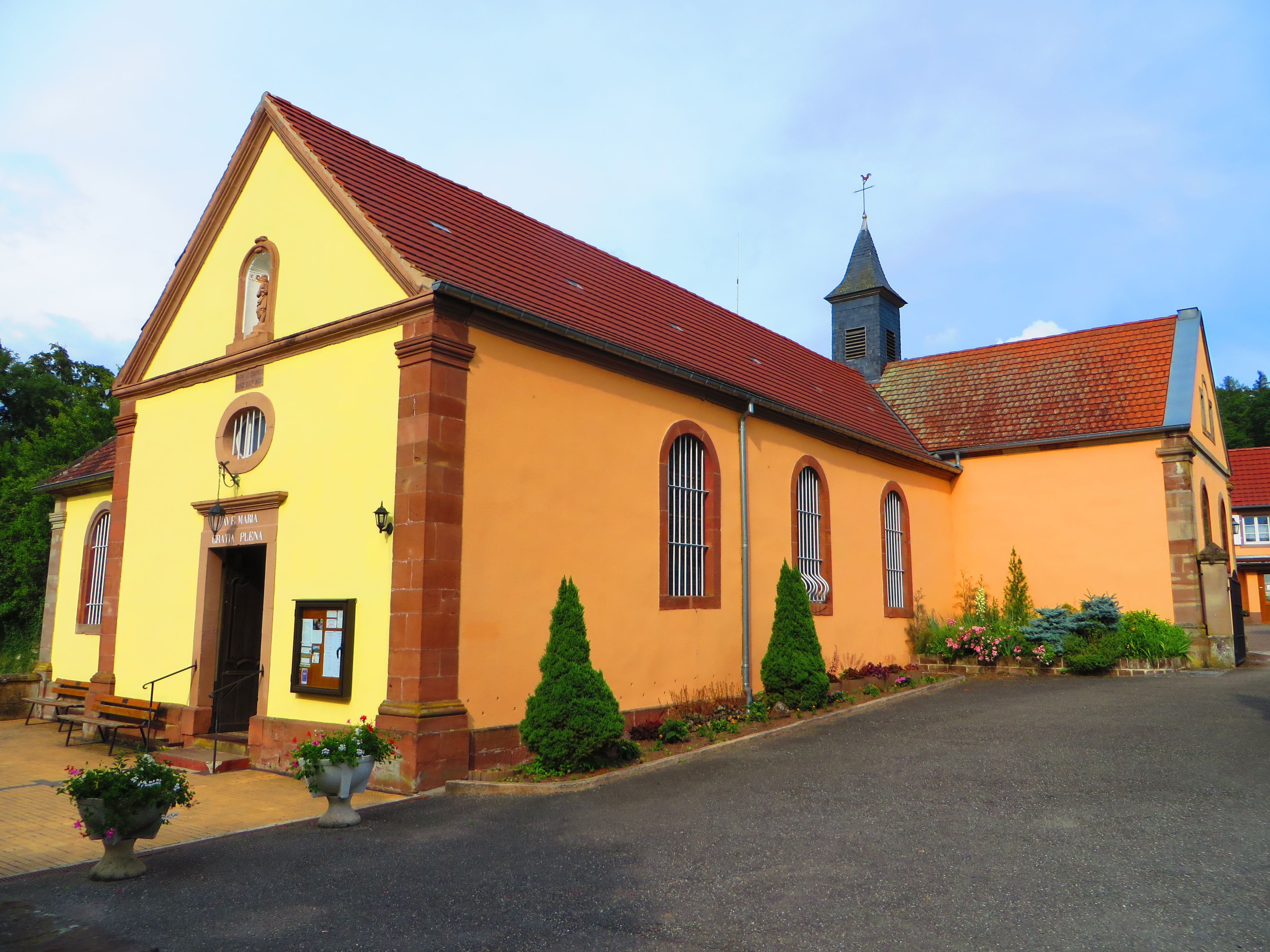
Danne et Quatre Vents Chapelle Notre-Dame-de-Bonne-Fontaine

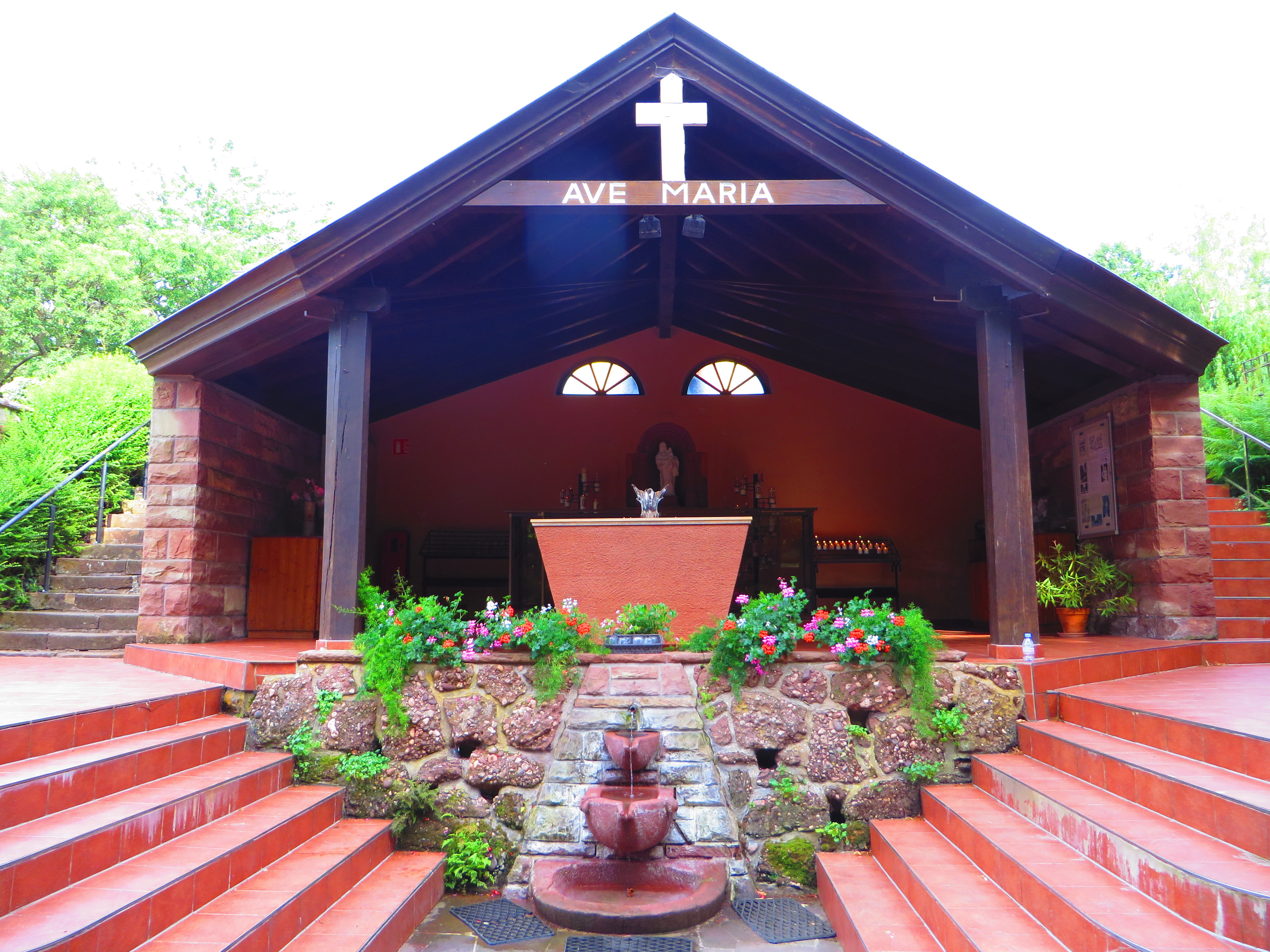
Chapelle en plein air de Notre-Dame-de-Bonne-Fontaine

- Chapelle Notre-Dame-de-Bonne-Fontaine dont l'origine remonte à la Guerre de Trente Ans ; en 1638, les Croates détruisirent la chapelle ; en 1715, elle fut reconstruite par les soldats guéris d'une grave maladie à Phalsbourg ; ermitage en 1750 ; présence des pères franciscains.
- Chapelle en plein air de Notre-Dame-de-Bonne-Fontaine
- L'écart de Bonne-Fontaine et son pèlerinage

### Personnalités liées à la commune
- John Baptist Buerkel (1842-1904), né Jean-Baptiste Bürckel à Danne-et-Quatre-Vents[Note 3], prêtre fondateur de la paroisse catholique de Saint Paul à New Berlin, aujourd'hui North Canton, dans le Comté de Stark (Ohio) aux États-Unis[20].

### Héraldique
| Blason de Danne-et-Quatre-Vents | Les armoiries de Danne-et-Quatre-Vents se blasonnent ainsi : « D'or à la tour donjonnée de gueules posée sur une terrasse denchée de sinople et surmontée d'une rose des vents de gueules ». Pour la forme de l'écu, la mairie de Danne-et-Quatre-Vents a opté pour l'écu français moderne. |